# Severská sedmiletá válka
Severská sedmiletá válka (známá také jako První severská válka nebo Sedmiletá válka ve Skandinávii) byla válkou mezi Švédskem a koalicí Dánska, Lübecku a Polsko-litevské unie trvající sedm let mezi 1563–1570. Obě strany konflikt vyčerpal, aniž by která z nich dosáhla úspěchu, a válka tak skončila na mrtvém bodě.

## Pozadí války
Odpor Švédů proti Dány ovládané Kalmarské unii vyústil v její rozpad v roce 1523. Úspěšná vzpoura pod vedením rodů Bonde a Sture z roku 1471 fakticky zabezpečila nezávislost Švédska, ale roku 1520 Kristián II. Dánský snadno znovudobyl Švédsko a krutě se pomstil proti rebelům vůči Kalmarské unii. Není známo, co se přesně stalo, avšak mnoho šlechticů, včetně žen, a významných občanů Stockholmu bylo popraveno při tzv. stockholmské krvavé lázni a mrtvola Stena Stureho mladšího byla údajně vykopána a spálena jako by byl kacíř. Zbytečné násilí bylo odsouzeno papežem a vzbudilo odpor i v Dánsku. Kristián II. byl donucen se vzdát trůnu a nahradil ho Frederik I., korunovaný 1523.
Mocenské vakuum spolu s vzpourou Dánů proti Kristiánovi II. umožnilo Gustavu I. Vasovi za pomoci hanzovních měst Lübecku a Gdaňsku posílit moc nad Švédskem a nakonec získat trůn v roce 1523. Švédsko bylo v roce 1523 velmi slabé. Přístup na západ byl prakticky zablokován Dánsko-Norskem, které pokračovalo v unii. Přístup Švédska do Severního moře byl omezen pouze asi na 20 km široký pás rozprostírající se podél Kattegatu v okolí pevnosti Älvsborg (v místech, kde se do průlivu vlévá řeka Göta a kde byl později založen Göteborg). Navíc Dánsko vládlo i nad Baltem a značně zde omezovalo švédské možnosti.
Gustav Vasa zavedl mnohá opatření, jež měla výrazný vliv na budoucí švédské úspěchy. Změnil vojenský režim země, když roku 1544 využil starý koncept zvaný uppbåd (odvod nebo právo povolat část mužů z každého kraje v případě nouze), čímž vytvořil stálé vojsko, jedno z prvních v dějinách Evropy a navíc výlučně spoléhající na vlastní národní síly (jinde bylo běžné najímání žoldnéřů). Muži sloužili v záloze, zůstávali na svých pozemcích v době míru, přičemž jim byly dány jisté daňové úlevy, avšak museli se scházet k výcviku. Tento systém byl posléze rozšířen. Roku 1560, kdy Gustav Vasa zemřel, musel za každých 10 rolníků být odváděn jeden voják pro službu ať už doma nebo v zahraničí.